# دابرووا دولنا (استان اشوی‌داشکسیه)
دابرووا دولنا (به لهستانی: Dąbrowa Dolna) یک منطقهٔ مسکونی در لهستان است که در گمینا بوزنتن واقع شده‌است.